# Karel van Mander
Karel van Mander (Meulebeke, mayo de 1548-Ámsterdam, 2 de septiembre de 1606) fue un pintor, poeta e historiador del arte flamenco-neerlandés, principalmente conocido por su recopilación de biografías de pintores (Het Schilder-Boeck, 1604).

## Trascendencia
Es la figura clave del manierismo del norte de Europa, entendiendo por ese término geográfico no los países nórdicos, sino la Europa central y occidental situada al norte de los Alpes, es decir, más allá de Italia: el Sacro Imperio Germánico (con importantes centros artísticos en las ciudades renanas, en Viena y en Praga) y sobre todo el conjunto de territorios conocidos genéricamente como Países Bajos o Flandes, cuyas ciudades artesanales y mercantiles protagonizaron el desarrollo de la pintura flamenca, y que desde 1568 se encontraba dividido por la guerra de los ochenta años entre el sur católico (actual Bélgica, bajo la Monarquía Hispánica) y el norte protestante (independizado como Provincias Unidas u Holanda).
Van Mander fue maestro de Frans Hals y fue por su medio que Hals recibió el encargo de restaurar la parte más importante de la colección del ayuntamiento de Haarlem. No obstante, ciertamente Hals no compartía la creencia convencional de Van Mander según la cual la pintura de historia era la cumbre en la jerarquía de géneros.
Su libro fue esencial al dar referencias de los artistas italianos (tomadas de las Vite de Giorgio Vasari) a los del norte de Europa, e incitarlos a viajar, o bien a seguir las instrucciones en él dadas para seguir los métodos pictóricos italianos. La escuela que Van Mander fundó basada en su obra, continuó funcionando en Haarlem durante los siglos siguientes.
Van Mander influyó grandemente en la historiografía del arte durante los siglos XVII y XVIII. Entre otros, Cornelis de Bie y Arnold Houbraken imitaron su Schilderboeck. Su libro es todavía la fuente documental más citada en las biografías y tratados de los artistas de que trata. Uno de los principales puntos de interés que han manifestado los historiadores posteriores, son las partes en las que describe la localización y propiedad de las obras, lo que le convierte en una fuente imprescindible para determinar su procedencia.

## Biografía
Nació en una familia noble en Meulebeke, actualmente en Flandes Occidental (Bélgica). Estudió con Lucas de Heere en Gante, y en 1568-1569 con Pieter Vlerick en Kortrijk. Los siguientes cinco años se dedicó a escribir obras de teatro religioso para las que también pintó la escenografía. Pasó tres años en Roma (1574-1577), donde se dice que fue el primero en descubrir las catacumbas. En su viaje de vuelta a Flandes pasó por Viena donde, junto con el escultor Hans Mont, realizó el arco triunfal para la entrada real del emperador Rodolfo II.
En 1583 se asentó en Haarlem donde vivió y trabajó durante veinte años por encargo de las autoridades municipales para inventariar su colección de arte; trabajo que le sirvió para publicar posteriormente su "Schilder-boeck". Mientras tanto, pintaba sobre todo alegorías históricas, que fueron su género favorito. En 1603 se retiró al castillo de Sevenbergen en Heemskerk para la preparación de su libro, que se publicó en 1604. Murió al poco de ser este publicado, a los 58 años de edad.

## Manieristas de Haarlem

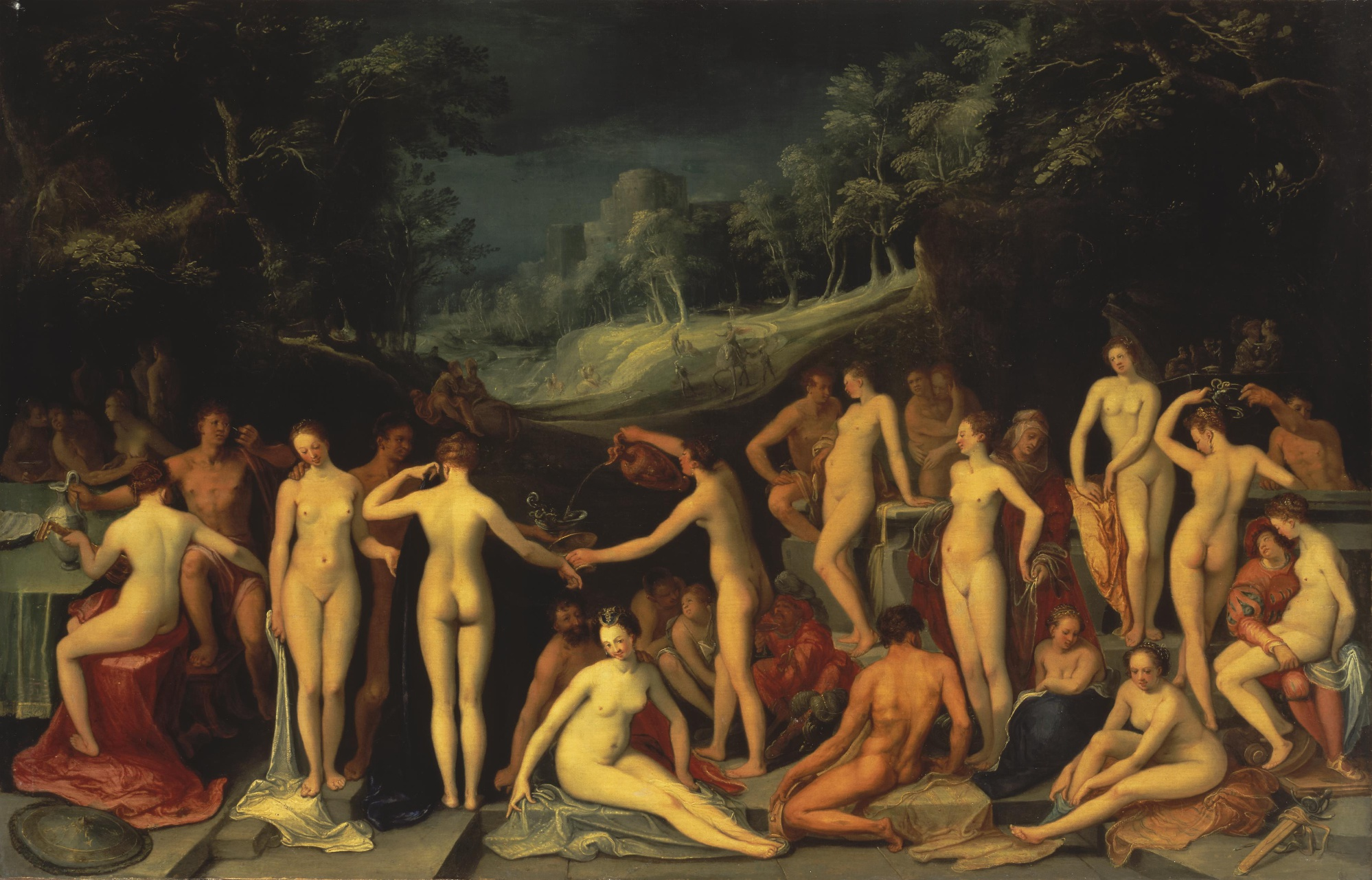
Jardín del Amor, pintura realizada por Van Mander en 1602.

Karel van Mander es considerado el fundador de la academia de dibujo de Haarlem, aunque no está claro qué tipo de institución fue esta, ya que más que una escuela oficial fue un grupo de discusión informal de artistas que dibujaban juntos. A su llegada a la ciudad de Haarlem ya se le consideraba un experto bien establecido.
Tuvo una influencia importante en el arte holandés desde que en 1585 mostró a su amigo Hendrick Goltzius los dibujos que había realizado con Bartholomeus Spranger (por aquel entonces el artista más destacado del denominado manierismo del Norte, establecido en la corte de artistas de Rodolfo II en Praga). Tuvieron un efecto galvanizador en Goltzius, cuyo estilo quedó inmediatamente afectado, que realizó a partir de ellos una serie de grabados muy importantes para la divulgación del estilo manierista. Van Mander, Goltzius y Cornelis van Haarlem, han pasado a designarse como los Manieristas de Haarlem, junto con otros artistas vinculados al movimiento. 
Recibía a los artistas en ciernes en su casa, durante veladas de dibujo comunal y estudio de la mitología clásica. Tras el periodo de destrucción iconoclasta que había caracterizado la difusión de la Reforma protestante en los Países Bajos, los temas religiosos habían pasado de moda y la mitología ganado popularidad, pero pocos pintores podían permitirse un viaje a Italia como Mander. Su propósito era educar jóvenes pintores en las técnicas artísticas adecuadas; era un firme creyente en la jerarquía de géneros. Creía firmemente que sólo el estudio adecuado de las obras podía conseguir alegorías históricas verosímiles. 
En sus propias obras incluyó temas mitológicos manieristas, pero también retratos y pintura de género influenciada por Pieter Bruegel el Viejo, anticipando la pintura del siglo XVII, como la Kermis del Hermitage. Poca de su obra se ha conservado.

## Schilder-boeck

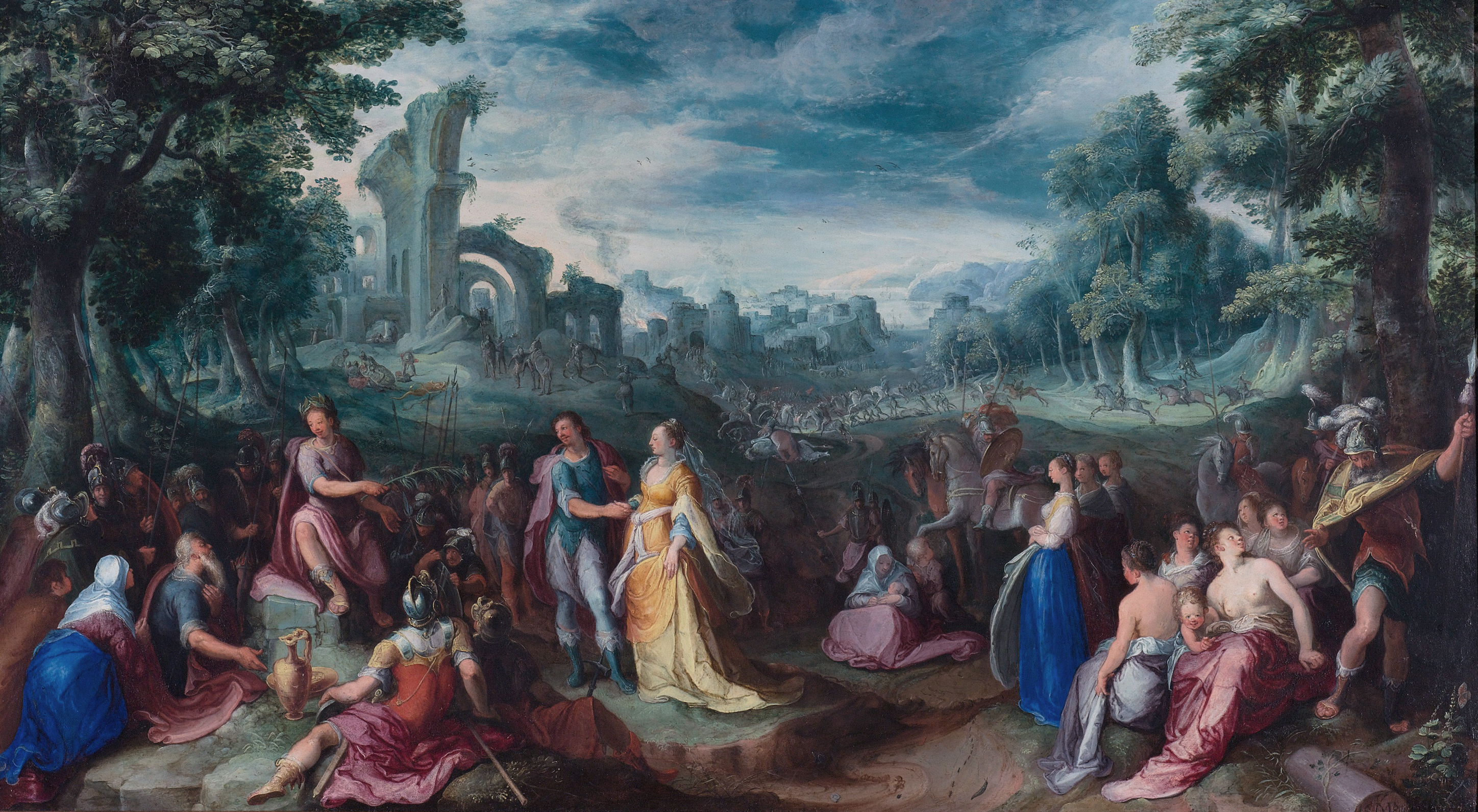
Continencia de Escipión, de Karel van Mander (1600), óleo sobre cobre, 44 x 79 cm. Rijksmuseum, Ámsterdam.

El Schilder-boeck ('Libro de pintores' o 'Libro de la pintura') fue escrito en lengua holandesa. La primera edición del libro fue impreso y publicado por dos expatriados flamencos: Jacob de Meester imprimió el libro en Alkmaar y el libro fue publicado por Passchier Wesbusch en Haarlem en 1604. Hubo varias reimpresiones. Una segunda edición fue publicada póstumamente en 1618 por Jacob Pietersz Wachter en Ámsterdam y contenía una biografía anónima de Karel van Mander.
El Schilder-boeck describe la vida y obra de más de doscientos cincuenta pintores, tanto históricos como contemporáneos de van Mander, así como desarrolla una teoría del arte destinada al uso de los que aspiran a convertirse en pintores. Durante sus viajes y estancia en Italia había leído las Vite de Giorgio Vasari, que le influenciaron de forma decisiva. Estas Vidas de los más importantes pintores... habían aparecido en 1550 y fueron reeditadas en 1568 ilustradas con xilografías, que fue la versión que probablemente estudió van Mander. Comenzó a traducirlo al holandés y fue durante la ejecución de ese proyecto cuando se le ofreció la comisión de inventariar la colección artística de la ciudad de Haarlem, un trabajo que le condujo a la redacción de las biografías de los pintores flamencos. En ambos libros, las vidas de los pintores se narran con la forma convencional que había caracterizado el género tradicional de la hagiografía (vidas de santos), exponiendo las virtudes de los pintores uno por uno en varios capítulos. En el caso del Schilder-boeck muchos capítulos sobre pintores griegos e italianos son simplemente traducciones al holandés de las partes correspondientes del libro de Vasari, pero los detalles biográficos de los pintores del Norte son únicos, y resultado del conocimiento desarrollado por van Mander durante su comisión.
Al tiempo que el libro se escribía, Haarlem se estaba recuperando del periodo de ocupación española, y aunque oficialmente todos los bienes de la Iglesia católica habían sido desamortizados (expropiados por el Estado) desde 1572, el gobierno de la ciudad había permitido que frailes, monjes y monjas residieran en sus conventos y monasterios hasta su muerte, en vez de exclaustrarles inmediatamente, con el argumento de que tal cosa habría aumentado el número de pobres en las calles de la ciudad. Cuando la nueva casa de pobres, casa de viejos o asilo (Oudemannenhuis, actualmente Museo Frans Hals) abrió sus puertas en 1609, la mayor parte de sus ocupantes eran católicos. Tras la publicación del Schilder-boeck, el ayuntamiento encargó a Frans Hals restaurar las más importantes pinturas del inventario, y en 1628 la colección se trasladó al edificio municipal. Todas las obras que se consideraron demasiado católicas se vendieron a Cornelis Claesz. van Wieringen con la condición de que se las "llevara fuera de los muros de la ciudad". 
El libro de Karel van Mander también contiene una traducción de Las metamorfosis de Ovidio para uso de los artistas que necesitaran temas para representar, basados en la mitología clásica y no en el cristianismo. El simbolismo era muy importante en la pintura de la época, y el uso de los personajes de Ovidio, combinados con el adecuado uso de sus atributos convencionales y otros recursos iconográficos permitía contar una historia específica. Los últimos capítulos de su libro describen el significado iconográfico de animales y todo tipo de figuras.

### Biografías de pintores italianos procedentes de la obra de Vasari
La obra de Vasari ya llevaba medio siglo divulgando el conocimiento del arte italiano y quizá por ello van Mander sólo tradujo la mitad aproximadamente de la totalidad de las biografías redactadas por aquel. Además, añadió las biografías de otros artistas italianos que no habían llegado a ser famosos en la época de la publicación del libro de Vasari, pero que él mismo llegó a conocer en su viaje a Italia, como Tintoretto.
Esta es una lista de las biografías incluidas en el Schilder-boeck y procedentes de Vasari:
| - Cimabue - Andrea Tafi - Gaddo Gaddi - Margaritone - Giotto, con Puccio Capanna - Stefano y Ugolino - Pietro Lorenzetti (Pietro Laurati) - Buonamico Buffalmacco - Ambrogio Lorenzetti (Ambruogio Laurati) - Pietro Cavallini - Simone Martini con Lippo Memmi - Taddeo Gaddi - Andrea Orcagna (Andrea di Cione) - Tomasso Fiorentino (Giottino) - Lippo - Masaccio - Leon Battista Alberti - Antonello da Messina - Domenico Ghirlandaio - Antonio Pollaiuolo - Sandro Botticelli - Andrea del Verrocchio - Andrea Mantegna - Filippino Lippi - Francesco Francia - Pietro Perugino - Luca Signorelli - Leonardo da Vinci | - Giorgione da Castelfranco - Antonio da Correggio - Raffaellino del Garbo - Baldassare Peruzzi - Pellegrino da Modena (Pellegrino Aretusi) - Andrea del Sarto - Giovanni Antonio Licino - Polidoro da Caravaggio y Maturino da Firenze (Maturino Fiorentino) - Bartolommeo Ramenghi (Bartolomeo Da Bagnacavallo) - Franciabigio - Francesco Mazzola - Jacopo Palma (Il Palma) - Lorenzo Lotto - Giulio Romano - Sebastiano del Piombo (Sebastiano Viniziano) - Perino Del Vaga - Giovann'Antonio Lappoli - Baccio Bandinelli - Jacopo da Pontormo - Giovanni da Udine - Francesco Rustichi - Francesco Salviati - Daniello Ricciarelli da Volterra - Taddeo Zucchero - Michelangelo Buonarroti (Miguel Ángel) - Francesco Primaticcio - Tiziano da Cadore (Tiziano) - Giorgio Vasari |

### Biografías de pintores del Norte originales de Van Mander
Van Mander es menos conocido por su labor de traductor que por su obra original con los pintores flamencos y de otras zonas de la Europa del Norte.
| - Hubert van Eyck - Rogier van Brugghe - Hugo van der Goes - Albert van Ouwater - Geertgen tot Sint Jans - Dirk Bouts - Rogier van der Weyden - Jacob Cornelisz van Oostsanen - Albrecht Dürer - Cornelis Engelbrechtsz - Bernard van Orley - Lucas van Leyden - Ian den Hollander - Quentin Matsys - Hieronymus Bosch - Cornelis Cornelisz Kunst - Lucas Cornelisz de Kock - Jan Joest van Calcar - Pieter van Aelst - Joachim Patinir - Herri met de Bles - Lucas Gassel van Helmont - Lambert Lombard - Hans Holbein el Joven - Jan Cornelisz Vermeyen - Jan Mabuse - Augustijn Ioorisz - Joos van Cleve, llamado El Loco - Aldegraef - Swart Jan - Frans Minnebroer - Jan Mostaert - Adriaen de Weerdt - Hendrick van Cleef y Marten van Cleef - Anthonis Mor (Antonio Moro) | - Jacob de Backer - Matthys Cock y Hieronymus Cock - Willem Key - Pieter Brueghel el Viejo - Jan van Scorel - Aertgen van Leyden - Joachim Beuckelaer - Frans Floris - Pieter Aertsen - Maarten van Heemskerck - Richard Aertsz - Hubert Goltz - Pieter Vlerick van Cortrijck - Anthonie van Montfoort - Lucas de Heere - Jacques Grimmaer - Cornelis Molenaer - Pieter Balten - Joos van Liere - Pieter Pourbus y Frans Pourbus el Viejo - Marcus Gheeraerts el Viejo - Christoffel Swarts - Michel Coxcie - Dirck Barendsz. - Lucas van Valckenborch y Marten van Valckenborch - Hans Bol - Frans Mostart y Gillis Mostart - Marinus van Reymerswaele - Hendrik van Steenwijk I - Bernaert de Rijcke - Gielis Coignet - Joris Hoefnagel - Aert Mijtens - Joos van Winghen - Marten de Vos |

### Lista de van Mander de pintores contemporáneos o Manieristas de Haarlem
Pintores vivos y conocidos por van Mander al tiempo que escribía el libro, y que se consideran pertenecientes al grupo de Haarlem.
| - Hans Vredeman de Vries - Stradanus - Gillis van Coninxloo - Bartholomeus Spranger - Cornelis Ketel - Gualdrop Gortzius - Michiel Jansz. van Mierevelt - Hendrick Goltzius - Hendrick Cornelisz Vroom - Jan Soens - Hans von Aachen | - Peter Candid - Paul Brill y Mattheus Brill - Cornelis van Haarlem - Jacob de Gheyn II - Otto van Veen - Hans Rottenhammer - Joachim Wtewael - Abraham Bloemaert - Pieter Cornelisz van Rijck - Francesco Badens - David Vinckboons |